# Promontory (Utah)

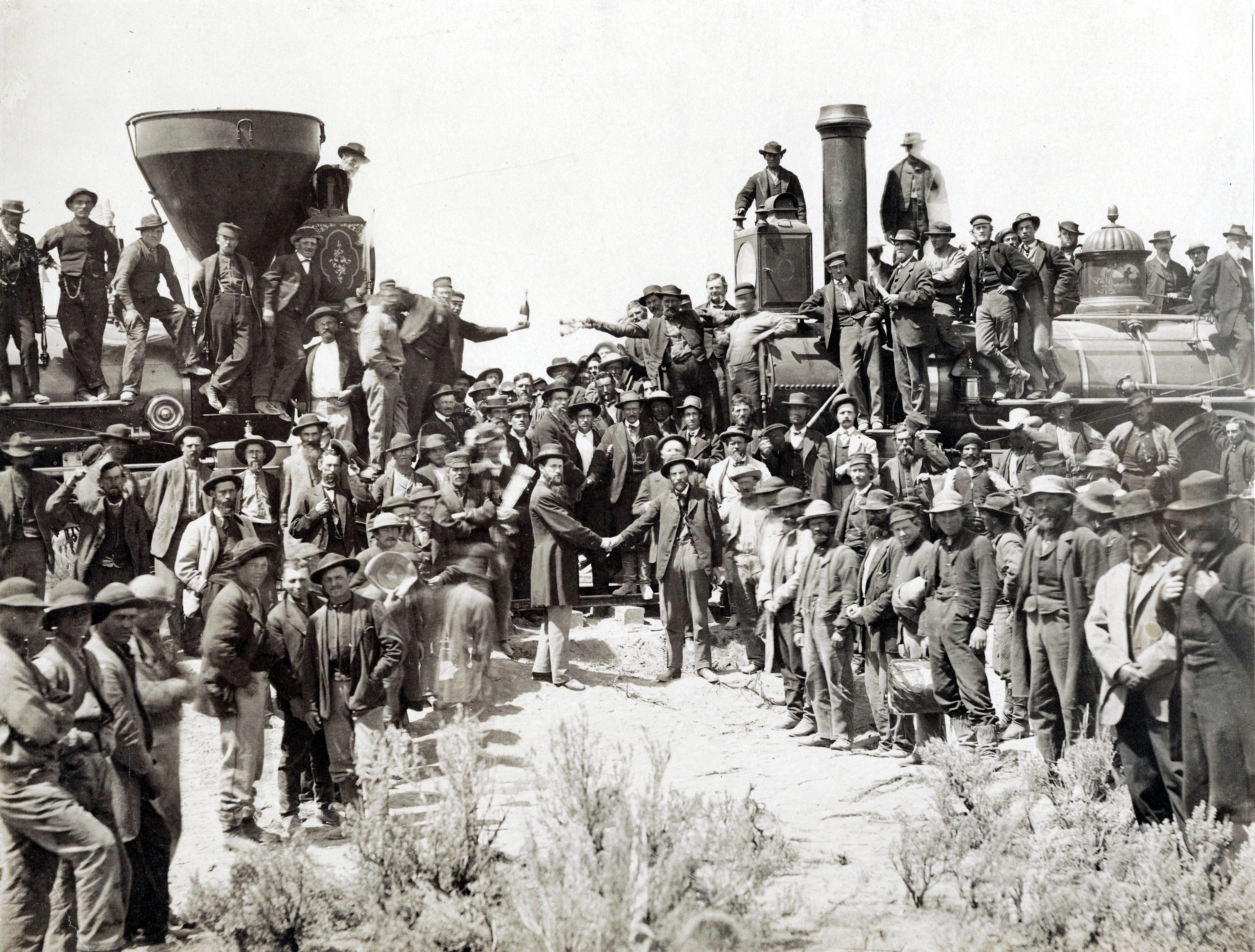
The Last Spike, de Thomas Hill (1881).

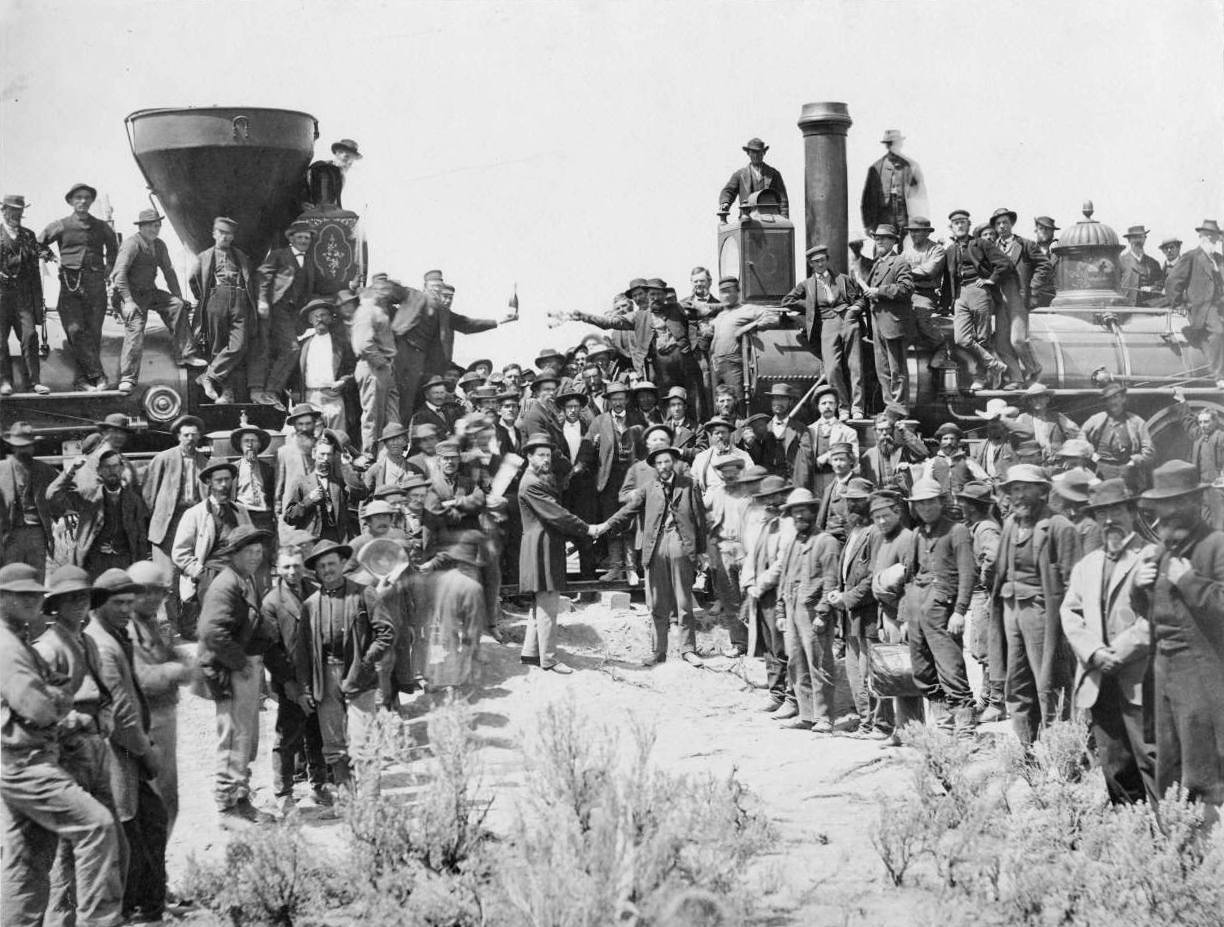
La trobada de les línies del primer ferrocarril transcontinental dels Estats Units.

Promontory (o Promontory Summit), a l'estat de Utah (Estats Units), és el punt on es va completar oficialment el Primer ferrocarril transcontinental dels Estats Units, el 10 de maig de 1869. Està situat en una elevació de 1.494 metres sobre el nivell del mar, al nord del Great Salt Lake.

## Història del ferrocarril
Cap al maig de 1869, les vies que havien anat construint simultàniament la Union Pacific i la Central Pacific van trobar-se finalment al Promontory Summit, al Territori de Utah. La cerimònia de col·locació del darrer clau (last spike o golden spike, que en realitat foren quatre, i només xapats en or) havia estat programada en principi per al dia 8 de maig, però es va haver d'ajornar dos dies pel mal temps i per un conflicte laboral a la Union Pacific.
El 10 de maig, abans de la cerimònia, les locomotores 119 de la Union Pacific i 60 (la Jupiter) de la Central Pacific es van situar cara a cara al Promontory Summit, separades tan sols per l'espai d'una travessa. No es coneix quanta gent va assistir a l'esdeveniment, però s'estima que podia oscil·lar entre 500 i 3.000 persones, entre representants del govern, de les dues companyies i treballadors.